# Monty Holmes
Der Country-Sänger Monty Holmes (* in Lubbock, Texas) begann 1994 als Songwriter. Er schrieb unter anderem für George Strait, John Michael Montgomery und Lee Ann Womack. Einige seiner Songs konnten sich in der Country-Top-Ten platzieren. 1998 erhielt er einen Vertrag beim neu gegründeten Label Bang II Records. Im gleichen Jahr wurde die CD All I Ever Wanted produziert, die zum größten Teil auf selbstgeschriebenem Material basierte.
Die Plattenfirma überlebte nur ein Jahr. Gemeinsam mit Jeff Hale, Charlie Harrison und Billy Hillman gründete Holmes anschließend die Gruppe Monty & The Pytons. 2002 wurde das Album Real Thing herausgebracht.

## Alben
- 1998: All I Ever Wanted
- 2002: Real Thing

| Personendaten    | Personendaten                                      |
| ---------------- | -------------------------------------------------- |
| NAME             | Holmes, Monty                                      |
| KURZBESCHREIBUNG | US-amerikanischer Country-Sänger und Songschreiber |
| GEBURTSDATUM     | vor 1980                                           |
| GEBURTSORT       | Lubbock, Texas                                     |